# Josef Durm
Josef Durm (Karlsruhe, 14 de fevereiro de 1837 — Karlsruhe, 3 de abril de 1919) foi um arquiteto alemão.

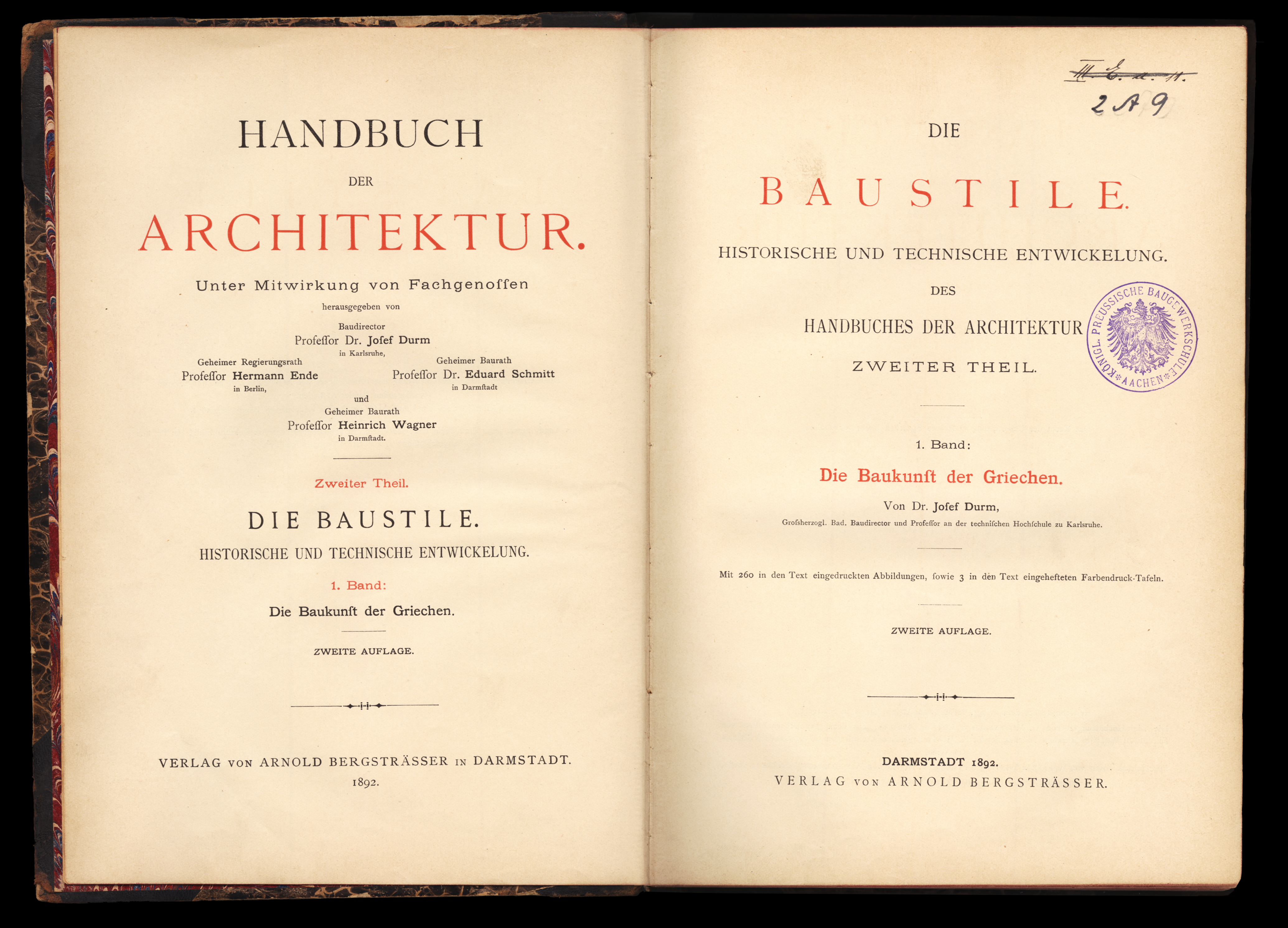
Frontispício e folha de título de uma obra da série "Handbuch der Architektur".

## Obras
- Baden-Baden
  - Kaiserin-Augusta-Bad (1893) (in Zusammenarbeit mit dem Bildhauer Karl Friedrich Moest)
  - Landesbad
- Freiburg im Breisgau
  - Katholische Pfarrkirche St. Johann
  - Friedrich-Gymnasium
- Heidelberg
  - Provisorische Festhalle
  - Alte Universität, Alte Aula
  - Altklinikum der Universität in Heidelberg-Bergheim
  - Kurfürst-Friedrich-Gymnasium
  - Universitätsbibliothek
- Karlsruhe
  - Hauptfriedhof (1873)
  - Sinagoga na Kronenstraße (1875)
  - Vierordtbad (1873)
  - Festhalle (1877)
  - Erbgroßherzogliches Palais (1891–1897, desde 1950 Tribunal de Justiça Federal da Alemanha)
  - Wohnhaus Schmieder (1881–1884, seit 1900 Palácio Príncipe Max von Baden)
  - Wohnhaus Bürcklin
  - Amtsgefängnis (1897)
  - Kunstgewerbeschule (1898–1901)
- Mannheim
  - Gebäude der Oberrheinischen Versicherungsgesellschaft

## Publicações
Josef Durm era um dos editores da série Handbuch der Architektur (Alemão: Manual d'Arquitectura) com mais de 140 volumes.